# Zakaria Labyad
Zakaria Labyad (Utrecht, Países Bajos, 9 de marzo de 1993) es un futbolista marroquí que juega como centrocampista en el Dalian Yingbo de la Superliga de China. Anteriormente jugó con la selección sub-17 de los Países Bajos, pero acabó representando a la selección sub-23 de Marruecos.

## Carrera en clubes

### P. S. V. Eindhoven
Habiéndose formado en la cantera del PSV, en enero del 2010, Labyad extendió su contrato con este club hasta el verano del 2012. Antes de incorporarse al PSV, Labyad jugó con el USV Elinkwijk. Debutó con el primer equipo el 25 de febrero de 2010, en un encuentro de la Copa de la UEFA contra el Hamburgo S. V., tras sustituir a Otman Bakkal en el minuto 71. Tres días más tarde debutó en la Eredivisie, tras sustituir a Balázs Dzsudzsák en un encuentro contra el R. K. C. Waalwijk. El 18 de abril de 2010, jugó por primera vez en el once inicial en un encuentro en casa contra el F. C. Groningen. En este mismo encuentro, anotó sus primeros dos goles con el PSV. En el último partido de la temporada 2009-10, volvió a jugar desde el primer minuto en el empate 1-1 contra el A. Z. Alkmaar.
Durante la temporada 2010-11, Labyad jugó principalmente como sustituto. Tras la salida de Ibrahim Afellay al F. C. Barcelona, empezó a ganar más minutos en cancha. Anotó su primer gol en la temporada 2011-12 el 25 de agosto de 2011, en un encuentro contra el Ried austriaco, el que además, fue su primer gol en una competición UEFA. Luego anotó dos goles en la KNVB Beker contra el VVSB, al que vencieron por 8-0. Diez días más tarde convirtió el primer gol en la victoria 2-0 contra el N. E. C. Nijmegen, encuentro en el que solo jugó los últimos trece minutos. A finales del mes de octubre anotó de manera continuada al F. C. Lisse y al F. C. Twente, en la KNVB Beker y en la Eredivisie, respectivamente. Tras esto volvió a convertir el 26 de noviembre del mismo año, en un partido contra F. C. Groningen por la liga doméstica; además de convertir cuatro días más tarde el 3-0 contra el Legia Warszawa en la UEFA Europa League, victoria con que el PSV aseguró el primer puesto en el grupo C. Tras esta anotación mantuvo una sequía goleadora que se prolongó por un poco más de dos meses, hasta que el 5 de febrero de 2012 anotó el primer gol contra el Heracles Almelo; que en el segundo tiempo consiguió empatar con un tanto de Everton. Un mes después, el 21 de marzo del mismo año, abrió el marcador en la victoria 3-1 contra el S. C. Heerenveen por las semifinales de la Copa de los Países Bajos, lo que les dio el acceso a la final. En la final de la misma el PSV venció 3-0 al Heracles Almelo, con lo que se coronó campeón del campeonato, siendo el primer torneo que ganó Labyad con el club.
Debido a sus buenas actuaciones en el club neerlandés, Labyad, y tras haber negado la contratación días antes, fue contratado por el Sporting de Lisboa el 19 de abril de 2012 en una transferencia libre con un contrato de cuatro años. En el último encuentro de la temporada su equipo venció al S. B. V. Excelsior 1-3, acabando en el tercer lugar de la tabla, lo que definió su clasificación a la Liga Europea de la UEFA 2012-13 desde la fase de play-offs.

### Sporting de Lisboa
Finalmente el 2 de julio de 2012, Labyad firmó por cinco años por el Sporting. Con su nuevo club debutó el 19 de agosto de 2012, en el empate 0-0 contra el Vitória por la Primera División de Portugal, encuentro en el que ingresó en el minuto setenta y dos por Gelson Fernandes.

### Vitesse
En 2014 pasa a préstamo al Vitesse por 18 meses, donde jugó 51 partidos y anotó 12 goles teniendo un gran rendimiento. 

### Fulham
A su regreso al Sporting, el nuevo técnico Jorge Jesus lo convenció para que siguiera en el club; sin embargo, no disputó ningún partido oficial en el club, por lo que vuelve a salir cedido en el 2016, esta vez al Fulham de la Segunda División de Inglaterra hasta el término de la temporada 2015/16, donde solo llegó a jugar 2 partidos.

### Sporting de Lisboa
Cumplido su último préstamo, el 31 de agosto de 2016 ambas partes acuerdan en rescindir el contrato.

### FC Utrecht
Ya con el pase en su poder, el 5 de enero de 2017 Labyad firma contrato con el FC Utrecht hasta 2019, convirtiéndose en la figura y goleador del equipo.

### Ajax
El 14 de mayo de 2018, Labyad firma un contrato por 4 años con el Ajax.

## Selección nacional
Labyad formó parte de la selección neerlandesa que disputó la Copa Mundial de Fútbol Sub-17 de 2009, en la que jugó todos los partidos de su equipo, aunque este no logró pasar la fase de grupos. Tres años después, dejó la selección neerlandesa y comenzó a jugar por Marruecos. Con la selección sub-23 de este país participó en el Torneo Esperanzas de Toulon de 2012, en el que jugó todos los partidos de su equipo, que acabó eliminado en primera ronda luego de conseguir dos empates y una derrota. En el torneo Labyad anotó dos goles, los dos en la derrota por 4-3 contra México.
El 29 de febrero de 2012 debutó con la Selección de fútbol de Marruecos en un amistoso ante la Selección de fútbol de Burkina Faso.
A pesar de sumar pocos partidos en el seleccionado, Labyad fue convocado para los amistosos que Marruecos jugó antes Serbia y Uzbekistán (Ingresó en este último) como preparación para la Copa Mundial de Fútbol de 2018.

## Estilo de juego
Labyad dentro del campo de juego se desempeña como media punta. Destaca principalmente en la elaboración de juego ofensivo, aunque también posee un buen golpeo de distancia.

## Estadísticas
| Club                           | Temporada                              | Liga        | Liga  | Copa        | Copa  | Torneos internacionales | Torneos internacionales | Total       | Total |
| Club                           | Temporada                              | Apariciones | Goles | Apariciones | Goles | Apariciones             | Goles                   | Apariciones | Goles |
| ------------------------------ | -------------------------------------- | ----------- | ----- | ----------- | ----- | ----------------------- | ----------------------- | ----------- | ----- |
| P. S. V. Eindhoven             | Eredivisie 2009/10                     | 6           | 2     | 0           | 0     | 1                       | 0                       | 7           | 2     |
| P. S. V. Eindhoven             | Eredivisie 2010/11                     | 7           | 0     | 3           | 0     | 2                       | 1                       | 12          | 1     |
| P. S. V. Eindhoven             | Eredivisie 2011/12                     | 32          | 6     | 6           | 5     | 10                      | 2                       | 48          | 13    |
| Total en el PSV Eindhoven      | Total en el PSV Eindhoven              | 45          | 8     | 9           | 5     | 13                      | 3                       | 67          | 17    |
| Sporting de Lisboa             | Liga Zon Sagres 2012/2013              | 19          | 2     | 2           | 0     | 6                       | 1                       | 27          | 3     |
| Total en el Sporting de Lisboa | Total en el Sporting de Lisboa         | 19          | 2     | 2           | 0     | 6                       | 1                       | 24          | 3     |
| Vitesse Arnhem                 | Eredivisie 2013/14                     | 16          | 3     | 0           | 0     | 2                       | 0                       | 18          | 3     |
| Vitesse Arnhem                 | Eredivisie 2014/15                     | 29          | 8     | 2           | 1     | 4                       | 1                       | 35          | 10    |
| Total en el Vitesse Arnhem     | Total en el Vitesse Arnhem             | 45          | 11    | 2           | 1     | 0                       | 0                       | 53          | 13    |
| Sporting de Lisboa "B"         | Segunda Liga 2015/2016                 | 14          | 3     | 0           | 0     | 0                       | 0                       | 14          | 3     |
| Total en el Fulham F.C.        | Total en el Fulham F.C.                | 14          | 3     | 0           | 0     | 0                       | 0                       | 14          | 3     |
| Fulham F.C.                    | Football League Championship 2016/2017 | 2           | 0     | 0           | 0     | 0                       | 0                       | 2           | 0     |
| Total en el Fulham F.C.        | Total en el Fulham F.C.                | 2           | 0     | 0           | 0     | 0                       | 0                       | 2           | 0     |
| Jong FC Utrecht                | Eerste Divisie 2016/2017               | 2           | 0     | 0           | 0     | 0                       | 0                       | 2           | 0     |
| FC Utrecht                     | Eredivisie 2016/17                     | 14          | 3     | 1           | 0     | 0                       | 0                       | 19          | 3     |
| FC Utrecht                     | Eredivisie 2017-18                     | 29          | 12    | 6           | 2     | 1                       | 1                       | 36          | 15    |
| Total en el FC Utrecht         | Total en el FC Utrecht                 | 45          | 15    | 6           | 2     | 2                       | 1                       | 51          | 18    |
| Total en su carrera            | Total en su carrera                    | 170         | 39    | 15          | 7     | 25                      | 6                       | 210         | 52    |

Estadísticas actualizadas a la fecha: 6 de octubre de 2017.

## Palmarés

### Títulos nacionales
| Título                        | Club               | País         | Año     |
| ----------------------------- | ------------------ | ------------ | ------- |
| Copa de los Países Bajos      | P. S. V. Eindhoven | Países Bajos | 2011-12 |
| Copa de los Países Bajos      | A. F. C. Ajax      | Países Bajos | 2018-19 |
| Eredivisie                    | A. F. C. Ajax      | Países Bajos | 2018-19 |
| Supercopa de los Países Bajos | A. F. C. Ajax      | Países Bajos | 2019    |
| Copa de los Países Bajos      | A. F. C. Ajax      | Países Bajos | 2020-21 |
| Eredivisie                    | A. F. C. Ajax      | Países Bajos | 2020-21 |
| Eredivisie                    | A. F. C. Ajax      | Países Bajos | 2021-22 |